# Aeropuerto Nacional de Playa del Carmen
El Aeropuerto Nacional de Playa del Carmen o Aeropuerto de Playa del Carmen (Código IATA: PCM - Código DGAC: PCE), es un aeropuerto ubicado en la ciudad de Playa del Carmen, Quintana Roo, México. En el aeropuerto hay poca actividad, y su pista de escasos metros sólo recibe aviones pequeños y medianos.

## Información
La primera línea aérea en establecerse en el Aeropuerto de Playa del Carmen fue Aerosaab en abril de 1993, operando vuelos directos entre Playa del Carmen y Cozumel, continuando hasta la fecha con la misma ruta en un servicio no regular de transporte de pasajeros, así como al Aeródromo de Holbox, el cual es administrado por la misma compañía.
El aeródromo se encuentra ubicado en un terreno de 16.5 hectáreas, cuenta con una pista de aterrizaje de 855 metros de largo y 15 metros de ancho con gota de viraje en la cabecera 11, una plataforma de aviación de 4,600 metros cuadrados, hangares y edificio terminal.
Durante 2021, el aeropuerto recibió a 12,621 pasajeros de acuerdo a VIP Servicios Aéreos Ejecutivos.

## Accidentes e incidentes
- El 17 de julio de 1996 una aeronave de Havilland Canada DHC-6 Twin Otter 300 con matrícula XA-TCF operada por Aerolatino sufrió un despiste al aterrizar en el Aeropuerto de Playa del Carmen, quedando a 40 metros de la pista y deteniéndose en zona boscosa matando a 1 pasajero y sobreviviendo 16 y los 2 pilotos. La aeronave provenía del Aeropuerto de Cancún.[8]

- El 27 de noviembre de 2001 cayó al mar durante su aproximación al Aeropuerto de Cozumel la aeronave Let L-410UVP de Aeroferinco con matrícula XA-SYJ procedente del Aeropuerto de Playa del Carmen. La tripulación declaró emergencia por paro de motor antes de que la aeronave se precipitara, dicha aeronave se hundió 12 minutos después de haber caído. Los 4 ocupantes fueron rescatados con vida por el sector naval de la zona.[9][10]

- El 22 de octubre del 2005 2 aeronaves fueron dañadas por el Huracán Wilma en el Aeropuerto de Playa del Carmen. La primera fue un Let L-410UVP con matrícula XA-TAU operado por Aeroferinco, los daños en esta aeronave fueron irreparables.[11] La segunda fue un Britten-Norman BN-2A Trislander Mk.III-3 con matrícula XA-TYU operado por Aerolamsa que fue volteado boca abajo y se le desprendieron el cono de la nariz y la sección de la cola, la aeronave fue reparada posteriormente.[12]

- El 21 de diciembre del 2017 una aeronave Cessna 207 Stationair 7 de Aero Saab con matrícula XA-UHL que había partido del Aeropuerto de Playa del Carmen hacia el Aeropuerto de Chichen-Itzá. Al poco tiempo de despegar la aeronave sufrió un fallo de motor cayendo en la jungla a la altura de la Terminal Marítima de Calica. Todos a bordo de la aeronave sobrevivieron.[13][14][15]

- El 13 de julio de 2024, una aeronave Cessna P206D Super Skylane con matrícula XA-TDE operada por Aero Saab que realizaba un vuelo entre el Aeropuerto de Playa del Carmen y el Aeropuerto de Cozumel se precipitó a tierra durante su aproximación final, impactando contra el mar y causando daño sustancial en la aeronave. El piloto resultó ileso.[16][17][18]

- El 8 de diciembre de 2024 una aeronave PA-32-260 Cherokee con matrícula XB-IAS que operaba un vuelo entre el Aeropuerto de Cozumel y el Aeropuerto de Playa del Carmen se precipitó a tierra mientras realizaba su ascenso inicial, estrellándose en las cercanías del aeropuerto de Cozumel. La aeronave solo era ocupada por el piloto el cual resultó ileso.[19][20]

## Aeropuertos cercanos
Los aeropuertos más cercanos son:
- Aeropuerto Internacional de Cozumel (20km)
- Aeropuerto Internacional de Cancún (51km)
- Estación Aeronaval de Tulum (57km)
- Aeropuerto Nacional de Isla Mujeres (77km)
- Aeropuerto Nacional Cupul (126km)

## Véase también

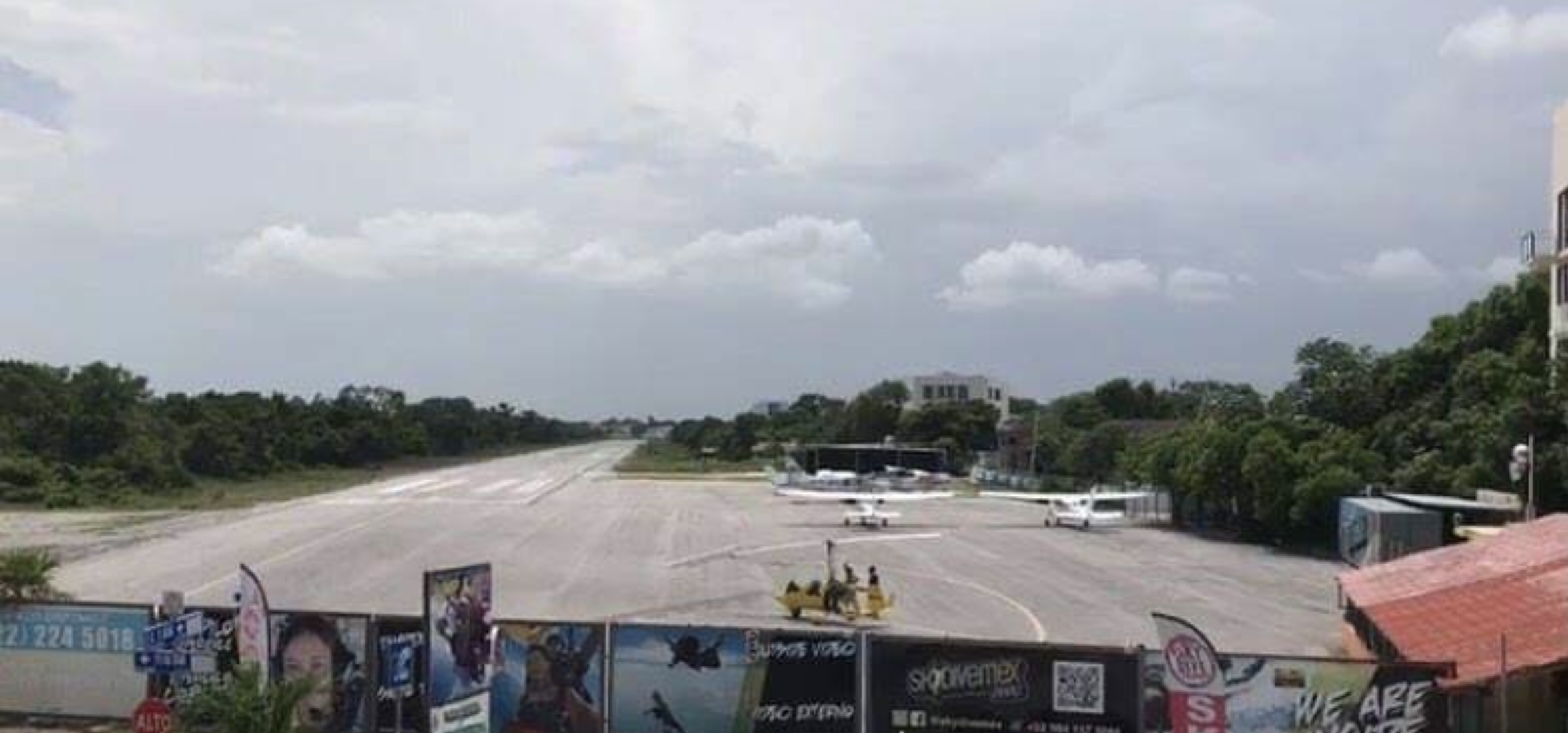
Pista y plataforma del aeropuerto.